# 市立砺波総合病院
市立砺波総合病院（しりつとなみそうごうびょういん）は、富山県砺波市新富町にある砺波市立の医療機関。砺波医療圏の中核をなす総合病院である。院長は河合 博志（かわい ひろし）。

## 沿革
出典は個別に提示されているものを除き、右記のものを使用する。
- 1947年
  - 1月 - 社団法人砺波厚生施設協会が病院の新設を申請。
  - 5月3日 - 出町（現・砺波市）杉木新の外科医院の施設の一切をもって、出町厚生病院仮診療所が開設される。
  - 12月 - 細入村（現・富山市）にあった旧高田アルミ会社の工員寮を出町中神町に移築し、病院施設とする。
- 1948年4月5日 -『砺波国民健康保険組合会立出町厚生病院』として正式に発足。当時は内科、外科、小児科、産婦人科、耳鼻咽喉科、眼科の6科体制で、病床数100床、職員数51人であった。
- 1952年4月 - 砺波町発足に伴い、『砺波厚生病院』と改称。
- 1956年
  - 4月1日 - 砺波市に移管[2]。
  - 6月2日 - 厚生病院本館病棟改築終了[2]。
- 1961年4月 - 診療棟着工。
- 1962年1月25日 - 診療棟竣工[2]。
- 1968年6月6日 - 病棟と管理棟を改築、中央診療棟増築[3]。
- 1973年3月9日 - 北陸初の冷凍手術装置を導入[4]。
- 1979年6月 - 富山県内の病院で初めて全身用エックス線コンピュータ男装撮影装置を導入。
- 1980年10月 - 中華人民共和国黒龍江省立病院と医学友好合意書を取り交わす。
- 1981年4月1日 - 現在の病院名に変更[5]。
- 1983年9月10日 - 増改築工事竣工[6]。
- 1989年10月 - 核医学棟着工。
- 1990年12月9日 - がんの核医学棟完成[7]。
- 1995年12月 - 砺波総合病院の将来構想が策定される。
- 1999年9月 - 新病棟工事に着手。
- 2001年6月10日 - 西病棟完成[8]。
- 2002年4月1日 - 地域救命センター設置[8]。
- 2003年
  - 6月10日 - 東病棟完成[8]。
  - 7月 - 既存棟の改修に着手。
- 2004年9月 - 既存棟改修完了を以って、新病棟建設の全事業が完了。
- 2025年4月1日 - 西側7階病棟を2024年9月から転換改修した緩和ケア病棟が開設される予定[9]。

## 診療科
- 内科
  - 脳神経内科
  - 呼吸器内科
  - 消化器内科
  - 循環器内科
  - 糖尿病・内分泌内科
  - 腎臓内科
  - 血液内科
- 小児科
- 精神科
- 外科
- 形成外科
- 整形外科
- 脳神経外科
- 呼吸器外科
- 心臓血管外科
- 皮膚科
- 泌尿器科
- 大腸肛門外科
- 産婦人科
- 眼科
- 耳鼻咽喉科
- リハビリテーション科
- 放射線科
- 歯科口腔外科
- 麻酔科
- 病理診断科
- 救急部集中治療・災害医療部
- 東洋医学科
- 核医学科
- 緩和ケア科
- 放射線治療科
- 健診センター
- 内視鏡センター
- 口唇口蓋裂センター
- 人工透析センター
- 女性骨盤底再建センター
- 脊椎・脊髄病センター
- 乳腺センター
- 化学療法室
- 看護外来

## 主な指定
- 臨床研修指定病院
- 地域周産期母子医療センター
- 地域がん診療連携拠点病院
- 肝疾患診療連携拠点病院
  - また、砺波広域圏事務組合の砺波医療圏急患センターが併設されている。
- 第二種感染症指定医療機関

## 交通
- 城端線砺波駅より徒歩5分
- 加越能バス、砺波市営バス砺波総合病院前停留所下車
- 北陸自動車道砺波ICより車で7分